# Hovasaurus
Hovasaurus es un género extinto de saurópsidos (reptiles) diápsidos acuáticos, de fines del Pérmico de Madagascar. La longitud desde el hocico a la apertura de  la cloaca era de unos 30 cm, pero con la cola extraordinariamente larga, la longitud total incluida esta era de aproximadamente un metro. La cola contaba con aproximadamente 70 vértebras y lucía como un apéndice de natación; era aplanada lateralmente como la de las serpientes marinas actuales.
En conjunto, era semejante a un lagarto.

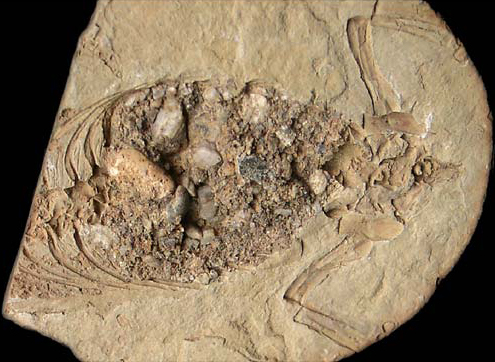
Espécimen fósil con gastrolitos

En los fósiles, se observa la cavidad abdominal fosilizada con una masa de pequeños guijarros en su interior que pueden interpretarse como lastre. Los guijarros tienen una forma ahusada en ambos extremos. Probablemente, tras tragarlos, estaban contenidos en un saco abdominal. En la actualidad, los cocodrilos del Nilo hacen algo semejante. Tenía el coracoides redondeado en vez del hueso alargado que posee Tangasaurus.